# Goro Gutu
Goro Gutu est un woreda de la région Oromia, en Éthiopie.
Le woreda compte 143 931 habitants en 2007. Son centre administratif est Karamile.

## Situation
Situé entre 1 200 m et 2 660 m d'altitude[réf. souhaitée] dans la zone Misraq Hararghe de la région Oromia, le woreda est bordé au sud par Deder, à l'ouest par la zone Mirab Hararghe, au nord par la région Somali et à l'est par Meta.
Il doit son nom à sa plus haute montagne, le mont Goro Gutu.
Les villes du woreda, Karamile et Boroda, se trouvent respectivement à environ 2 233 et 2 384 m d'altitude,.

## Histoire
Les violences ethniques consécutives au référendum de 2004 provoquent une vague de réfugiés à la frontière des régions Somali et Oromia. Le woreda de Goro Gutu demande une aide humanitaire à l'ONG Catholic Relief Services pour subvenir aux besoins de 324 habitants d'Erer réfugiés à Karamile.

## Démographie
D'après le recensement national de 2007 réalisé par l'Agence centrale de statistique d'Éthiopie, le woreda compte 143 931 habitants et 7% de la population est urbaine.
La population urbaine se répartit entre Karamile (7 435 habitants) et Boroda (2 631 habitants).
La plupart des habitants (93,3%) sont musulmans.
Avec une superficie de 536,88 km2[réf. souhaitée], le woreda a en 2007 une densité de population de 268 personnes par km2 ce qui est supérieur à la moyenne de la zone.
En 2020, la population est estimée (par projection des taux de 2007) à 193 803 personnes.